# 大阪国際ビルディング
大阪国際ビルディング（おおさかこくさいビルディング）は、大阪府大阪市中央区安土町2丁目にある超高層ビルである。

## 建築
大阪市東区安土町（当時の地名。1989年より中央区）のニチボー（現 ユニチカ）所有地に、竹中工務店と共同で超高層ビルの建設を計画。1970年に特定街区許可を得て、そののちに着工。1973年2月19日に竣工した。高さは125mで、大阪市内で高さ100mを超える建物としては同年1月に竣工した大阪大林ビルディング（現 北浜 NEXU BUILD）に次いで2棟目となる。また、高さ120mの同ビルを抜いて大阪で最も高いビルとなった。2016年には大規模リニューアルが行われた。低層部は店舗や飲食店が入居し、紀伊國屋書店本町店も本ビル1階に店舗を構える。
1975年には、日本建設業連合会主催の第16回BCS賞を受賞している。
最寄駅は、地下鉄堺筋線・中央線堺筋本町駅。

## オフィス入居者
主な入居者は以下の通り
- 日本貿易振興機構 大阪本部
- 中小企業基盤整備機構 近畿本部
- ミツウロコヴェッセル関西 本社
- エバーグリーン・シッピング・エージェンシー・ジャパン株式会社大阪支社
- 旭食品 近畿支社

その他、国際物流関係や貿易関係の企業、機関がある。